# Рева Дмитро Олексійович
Дмитро́ Олексі́йович Ре́ва (нар. 27 липня 1975, м. Бахмут, Донецька область) — український політик, Народний депутат України 6-го скликання. Член партії регіонів (2007—2012). Нині безпартійний. Освіта вища.

## Життєпис
Народився 27 липня 1975 року у м. Бахмут на Донеччині.
1992—1994 роки — автослюсар на «Артемівському підприємстві із забезпечення нафтопродуктами». 
1995—1997 роки — слюсар на МКП «Артемівськтепломережа». 
1999 року закінчив Українську інженерно-педагогічну академію у Харкові за напрямком: «Автоматизовані системи керування промисловим устаткованням» та отримав фах інженера-педагога.
1997—2007 роки — директор, генеральний директор ТОВ «Виробничо-комерційне підприємство „ДЕМИ“» (м. Артемівськ).
2004 року закінчив Донецький державний університет управління за напрямком: «Фінанси» та отримав фах економіста.
Член фракції Партії регіонів від листопада 2007 року.
23 листопада 2007—12 грудня 2012 року — Народний депутат України 6-го скликання. Обраний по багатомандатному загальнодержавному округу за списком партії регіонів (№ 106 у списку). 
Грудень 2007—березень 2011 року — член Комітету з питань фінансів і банківської діяльності.
Від березня 2011 року — член Комітету з питань фінансів, банківської діяльності, податкової та митної політики. Член груп з міжпарламентських зв'язків з Королівством Іспанія, Республікою Кіпр, Швейцарською Конфедерацією, Турецькою Республікою та Російською Федерацією.
Ще двічі балотувався до Верховної Ради України: у 2012 році — за списком Партії регіонів (№ 111) та 2014 року по мажоритарному округу № 46, але Народним депутатом обраний не був.
Одружений: дружина Марина Володимирівна (нар. 1976) — бухгалтер; донька Юлія (нар. 2002). 